# Богомолов Сергій Іванович
Сергій Іванович Богомолов (нар. 26 вересня 1921, місто Крюков, тепер Кременчук Полтавської області — 2 листопада 1999, місто Харків) — український вчений, фахівець у галузі динаміки та міцності машин. Доктор технічних наук (1969), професор (1970), почесний доктор Харківського політехнічного університету (1993). Член Ревізійної Комісії КПУ в 1976—1981 р.

## Біографія
Народився в родині робітника Крюковського вагоноремонтного заводу. У 1939 році закінчив Борисоглібську середню школу № 2 Воронезької області РРФСР. Навчався один місяць на бронетанковому факультеті Сталінградського механічного інституту.
У 1939—1946 роках — у Червоній армії. Служив командиром взводу протитанкових гармат, командиром протитанкової батареї у Забайкальському військовому окрузі на території Монгольської Народної Республіки. Учасник радянсько-японської війни 1945 року: командир батареї 328-го окремого винищувального протитанкового дивізіону 275-ї стрілецької дивізії 2-го окремого стрілецького корпусу 36-ї армії Забайкальського фронту. У 1945—1946 роках — начальник штабу дивізіону мінометного полку.
У 1946—1951 роках — студент Харківського механіко-машинобудівного (політехнічного) інституту. У 1951 році закінчив інститут за спеціальністю динаміка та міцність машин.
Член ВКП(б) з 1947 року.
З 1952 року працював асистентом кафедри теоретичної механіки Харківського політехнічного інституту (ХПІ). У 1952—1955 роках — аспірант Харківського політехнічного інституту. Успішно захистив кандидатську дисертацію і працював старшим викладачем, доцентом кафедри теоретичної механіки, динаміки та міцності машин Харківського політехнічного інституту.
У 1960—1991 роках — виконувач обов'язків завідувача, завідувач кафедри динаміки та міцності машин Харківського політехнічного інституту імені Леніна. Одночасно у 1970—1999 роках — професор кафедри динаміки та міцності машин ХПІ.
У 1970-х роках обирався секретарем партійного комітету Харківського політехнічного інституту імені Леніна.
Досліджував взаємопов'язані коливання в турбомашинах і складні механічні системи, їх оптимізацію; розробляв теоретичні основи автоматизованого оптимального проектування машин, конструкцій та приладів; проблеми гуманізації інженерної освіти. Заснував наукову школу з проблеми коливань складних механічних систем.

## Звання
- лейтенант

## Нагороди
- орден Жовтневої Революції (1976)
- орден Вітчизняної війни 2-го ст. (6.04.1985)
- орден Червоної Зірки (.09.1945)
- медалі
- двічі лауреат Державної премії Української РСР (України) в галузі науки і техніки (1984, 1997)
- заслужений діяч науки Української РСР (1985)